# Mrs. Patrick Campbell
Mrs. Patrick Campbell, artiestennaam voor Beatrice Stella Tanner (Kensington, Londen, 9 februari 1865 – Pau, 9 april 1940) was een Brits toneelspeelster. Naast Sarah Bernhardt en Eleonora Duse wordt ze gerekend tot de grootste actrices van het Fin de siècle.

## Leven
Beatrice Stella Tanner was de dochter van een Engels zakenman en een Italiaanse gravin. Ze studeerde aan de Guildhall School of Music and Drama. Haar eerste man, Patrick Campbell, onder wiens naam ze later beroemd werd, stierf in 1900 tijdens de Tweede Boerenoorlog. Later hertrouwde ze met de Schotse officier en schrijver George Cornwallis-West.

## Toneelcarrière
Campbell maakte haar toneeldebuut in 1888 in het Alexandra-theater te Liverpool. Haar eerste grote succes had ze met de titelrol van „Paula“ in Arthur Wing Pineros The Second Mrs. Tanqueray. Daarna rees haar ster snel. Ze viel op door haar Prerafaëlitische schoonheid en schitterde in de uitvoering van dramatische vrouwenkarakters, met name in stukken van Ibsen (Hedda Gabler) en Shakespeare („Julia“ in Romeo en Julia en „Ophelia“ in Hamlet). In 1900 had ze ook veel succes op Broadway theatre in New York, waar ze later ook samen met Sarah Bernhardt met groot succes optrad in Maurice Maeterlincks Pelléas et Mélisande. In 1914 trok ze nog de aandacht door op 49-jarige leeftijd de rol van „Eliza Doolittle“ te spelen in George Bernard Shaws Pygmalion. Tussen Shaw en Campbell ontspon zich een platonische liefdesrelatie, die tot uiting kwam in een uitgebreide correspondentie die duurde tot kort voor de Tweede Wereldoorlog. In de jaren dertig speelde Campbell op hoge leeftijd nog in een aantal speelfilms.

## Galerij

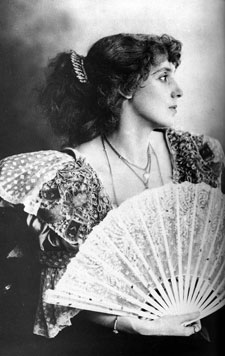
Mrs Patrick Campbell
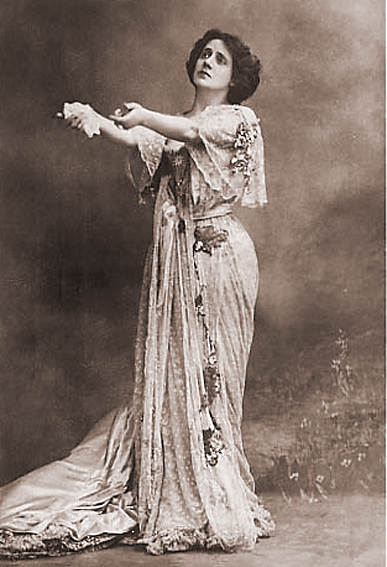
Mrs Patrick Campbell, rond 1900
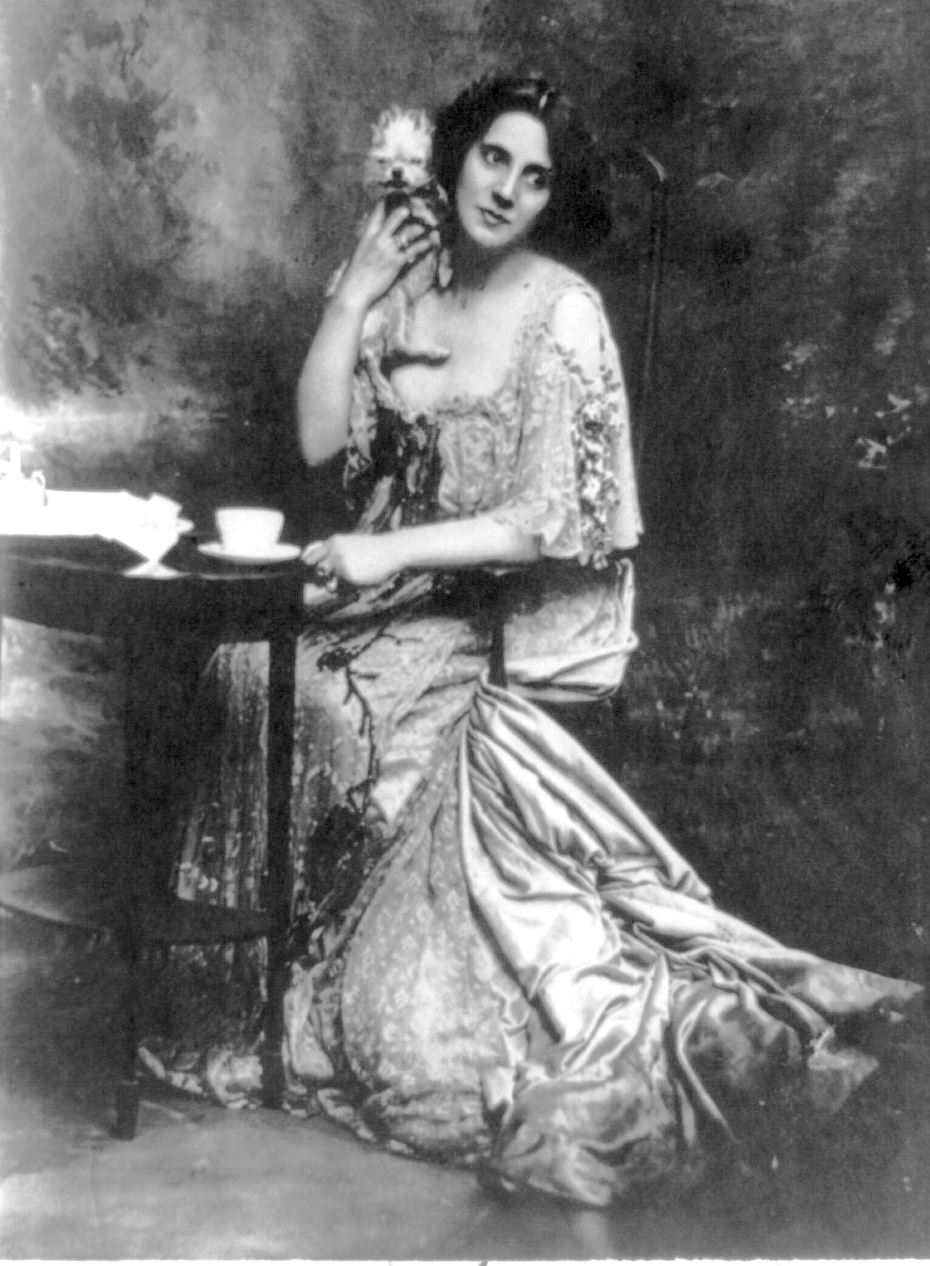
Mrs. Patrick Campbell, 1901
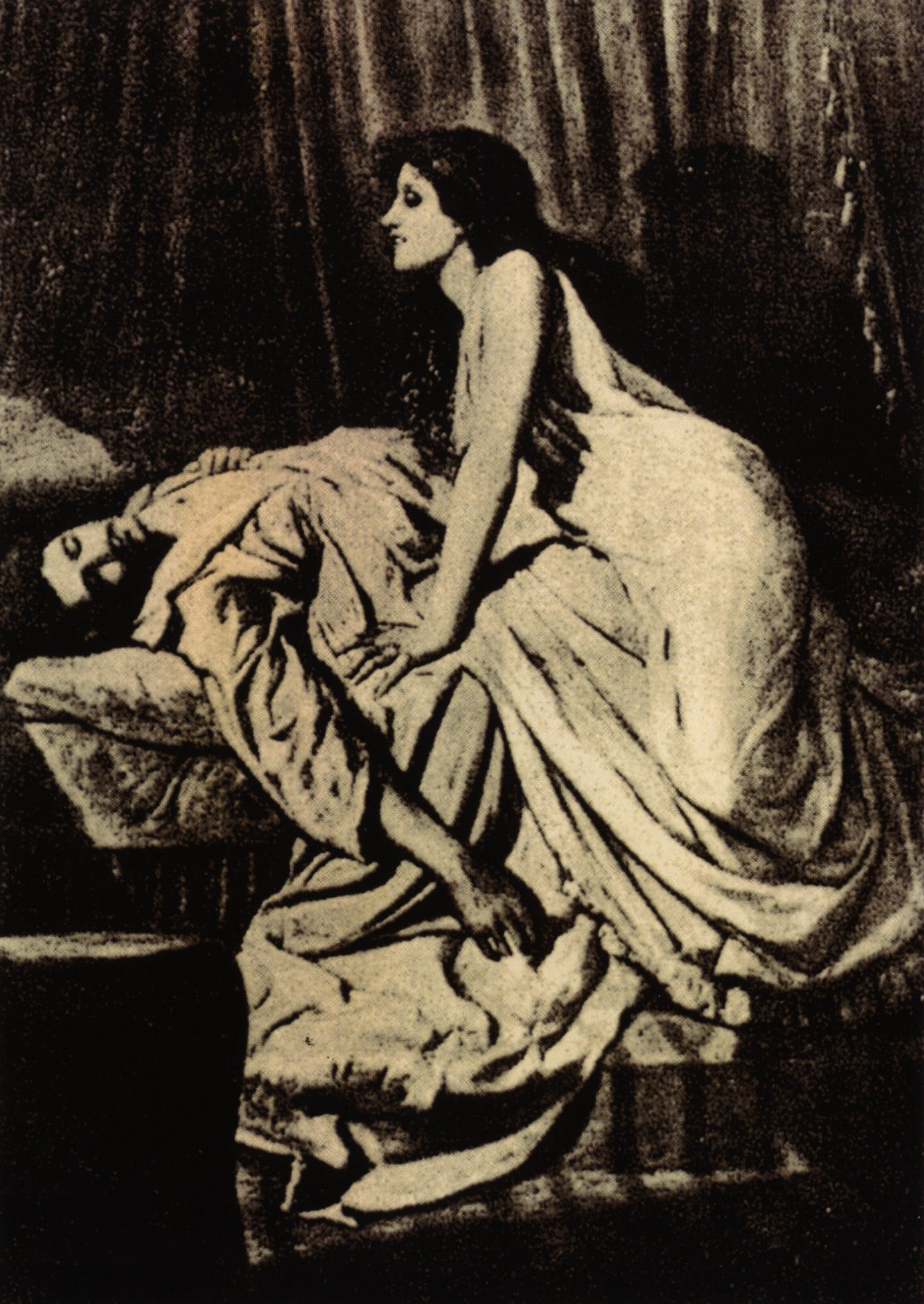
De Vampier door Philip Burne-Jones, 1896, veroorzaakte een schandaal door Campbells gezichtsuitdrukking
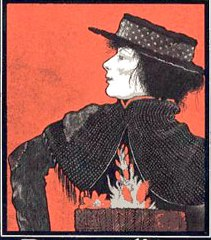
Poster voor Pygmalion, 1914